# Дана (биосферный резерват)

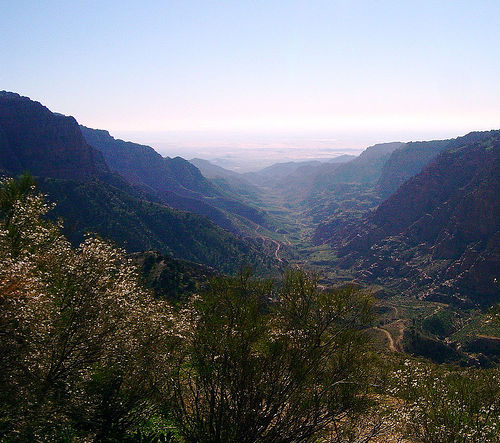
Биосферный резерват Дана

Дана — биосферный резерват в Иордании. Резерват является крупнейшей природоохранной зоной на территории страны и включает в себя горные склоны Восточной рифтовой долины до вади Араба. Заповедник был основан в 1989 году, а в 1998 году получил статус биосферного резервата.

## Физико-географическая характеристика

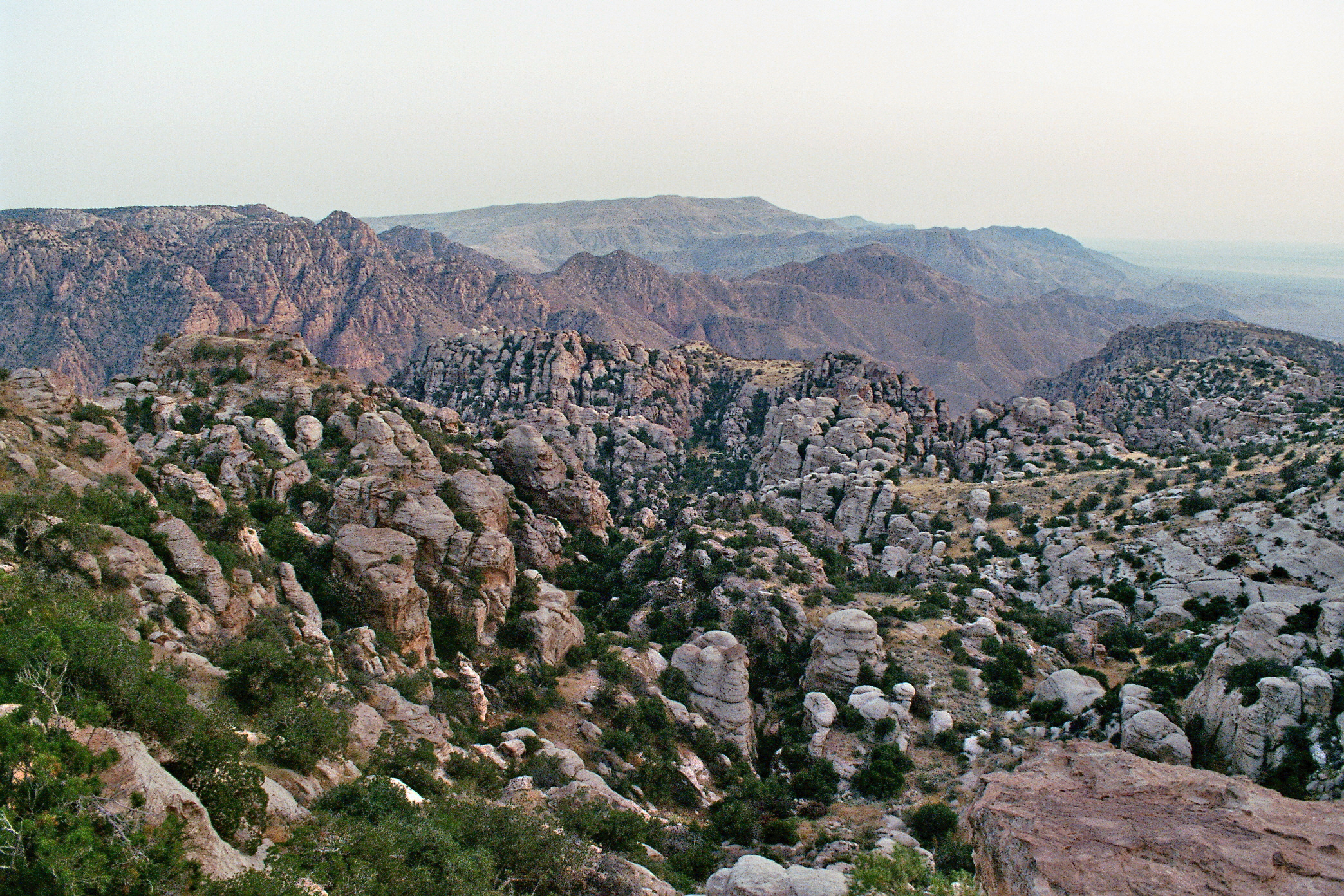

Резерват расположен на склонах рифтовой долины от высокогорного плато около Quadesiyya вплоть до низин вади Араба. Высота над уровнем моря колеблется от 1500 до 100 метров. Территория испещрена обрывистыми вади.
В базе данных всемирной сети биосферных резерватов указаны следующие координаты администрации заповедника: 30°41′ с. ш. 35°37′ в. д.. Согласно концепции зонирования резерватов общая площадь территории, которая составляет 308,0 км², разделена на две основные зоны: ядро — 215,0 км², буферная зона — 93,0 км². зоной сотрудничества являются зоны полу-интенсивного и интенсивного использования, площадь которых не приведена. Площадь заповедника по данным управляющей организации составляет 320 км².

## Флора и фауна

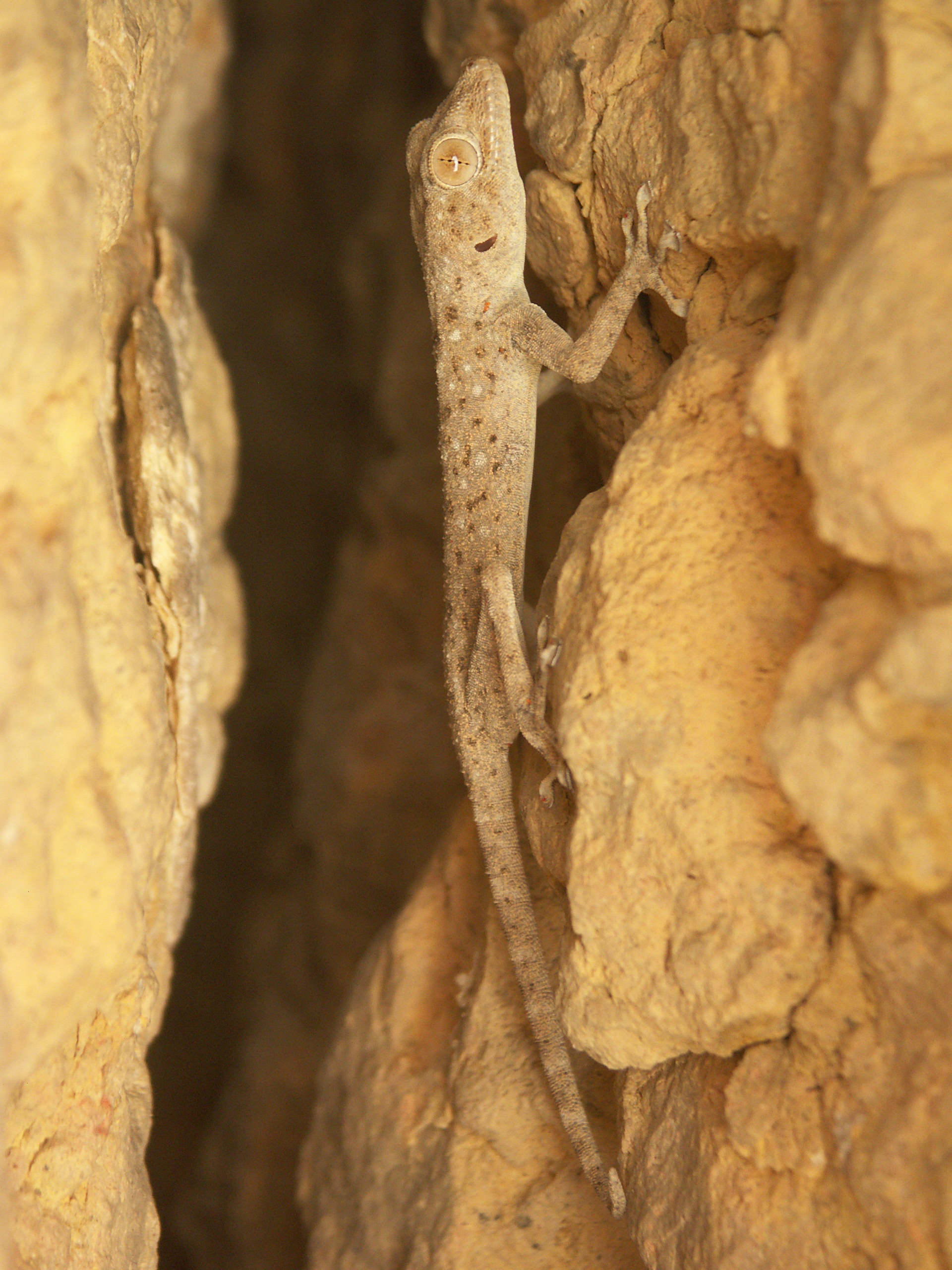

Дана является единственным заповедником Иордании, который включает четыре биогеографические зоны страны: средиземноморскую, ирано-туранскую (?), сахаро-арабскую и суданскую.
На территории резервата произрастает более 800 видов растений, включая самые южные леса вечнозелёного кипариса (Cupressus sempervirens) и три эндемика. Зона средиземноморских лесов, помимо кипарисов, включает дуб калепринский (Quercus calliprinos), можжевельник красноплодный (Juniperus phoenicea), фисташку атлантическую (Pistacia atlantica). На средних высотах располагается степь с такими характерными видами как Artemisia herba-alba и Anabasis articulata. В субтропических лесах можно встретить акации и фикусы, а также Ziziphus spina-christi. Для региона песчаных дюн также характерны акации, кроме того, здесь можно встретить саксаул белый (Haloxylon persicum).
Животный мир также широко представлен. Среди видов, находящихся под угрозой уничтожения, на территории резервата обитают сирийский канареечный вьюрок (Serinus syriacus, самая большая колония в мире), степная пустельга (Falco naumanni), афганская лисица (Vulpes cana) и нубийский горный козёл (Capra nubiana).

## Взаимодействие с человеком
По данным 1998 года на территории резервата проживали различные группы бедуинов общей численностью около 500 человек. Однако непосредственно около границ резервата проживает ещё 20 тысяч человек. Управление территорией, которое находится в руках Королевского сообщества по сохранению природы министерства сельского хозяйства Иордании (англ. Royal Society for the Conservation of Nature (RSCN) General Cooperation for Environmental Protection Ministry of Agriculture), сосредоточено на уменьшении вреда, наносимого экорегиону. Посредством патрулирования по различным зонам резервата осуществляется контроль над вырубкой леса, охотой, доступом туристов.
На территории резервата ведётся мониторинг загрязнения окружающей среды, в частности близлежащим цементным заводом, мониторинг эрозии почв, регенерации лесов после пожаров.